# Pfarrkirche Penzing

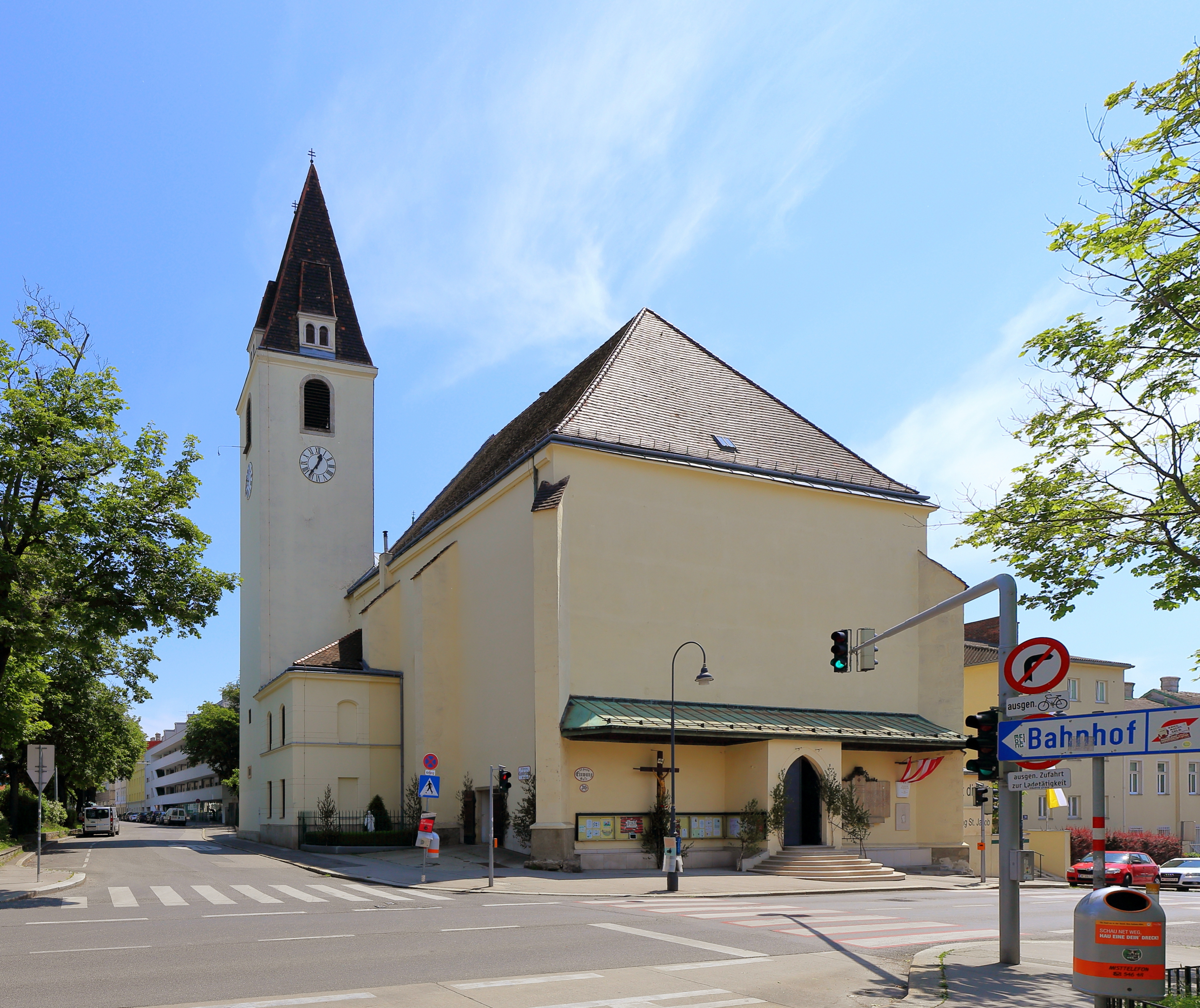
Pfarrkirche Penzing (Nordwestansicht)

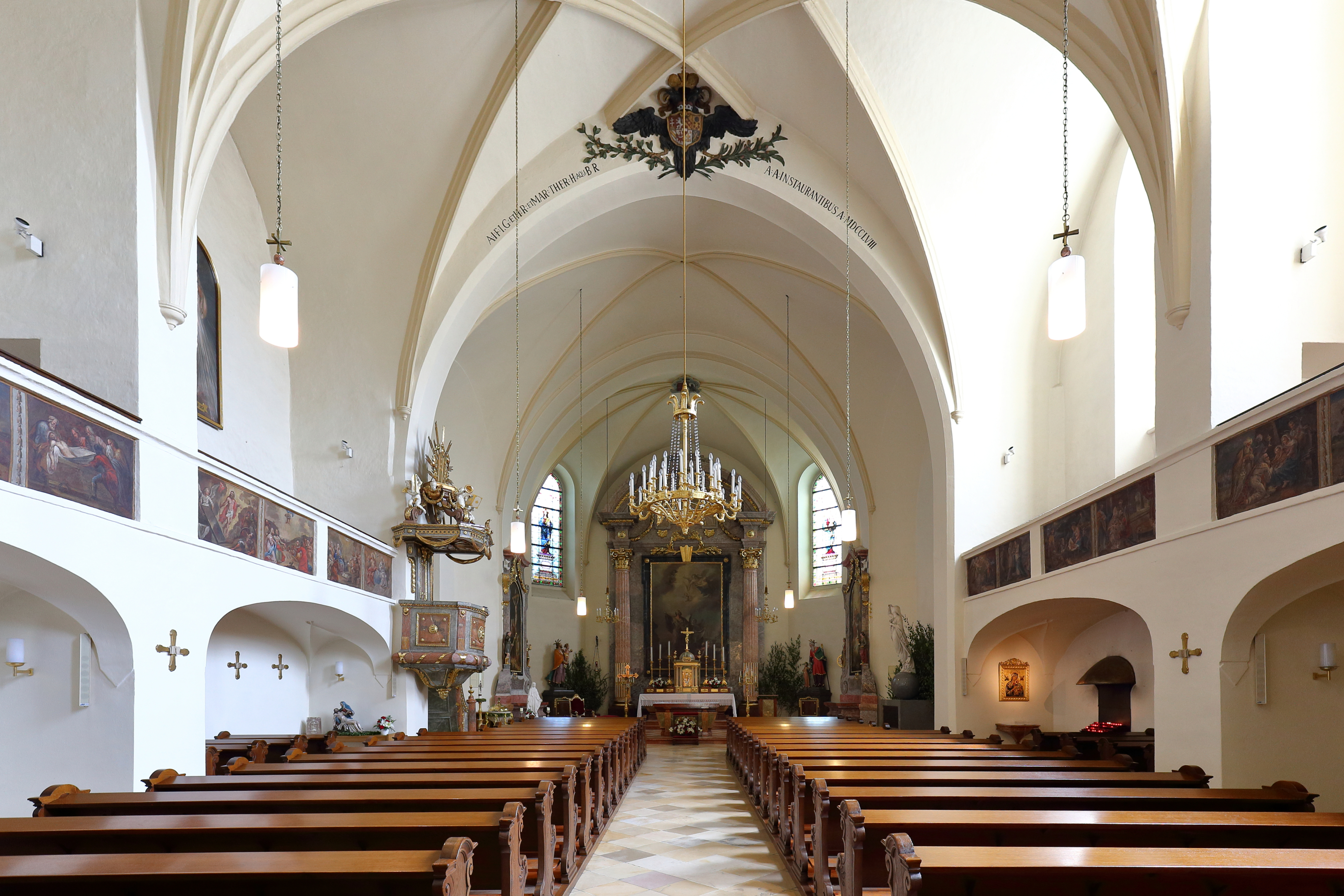
Innenansicht Richtung Chorraum

Die Pfarrkirche Penzing ist die Pfarrkirche der römisch-katholischen Pfarre Penzing im 14. Wiener Gemeindebezirk Penzing in der Einwanggasse 30A. Sie ist dem heiligen Jakobus dem Älteren geweiht und die älteste des Stadtdekanates 14 (Penzing).

## Geschichte

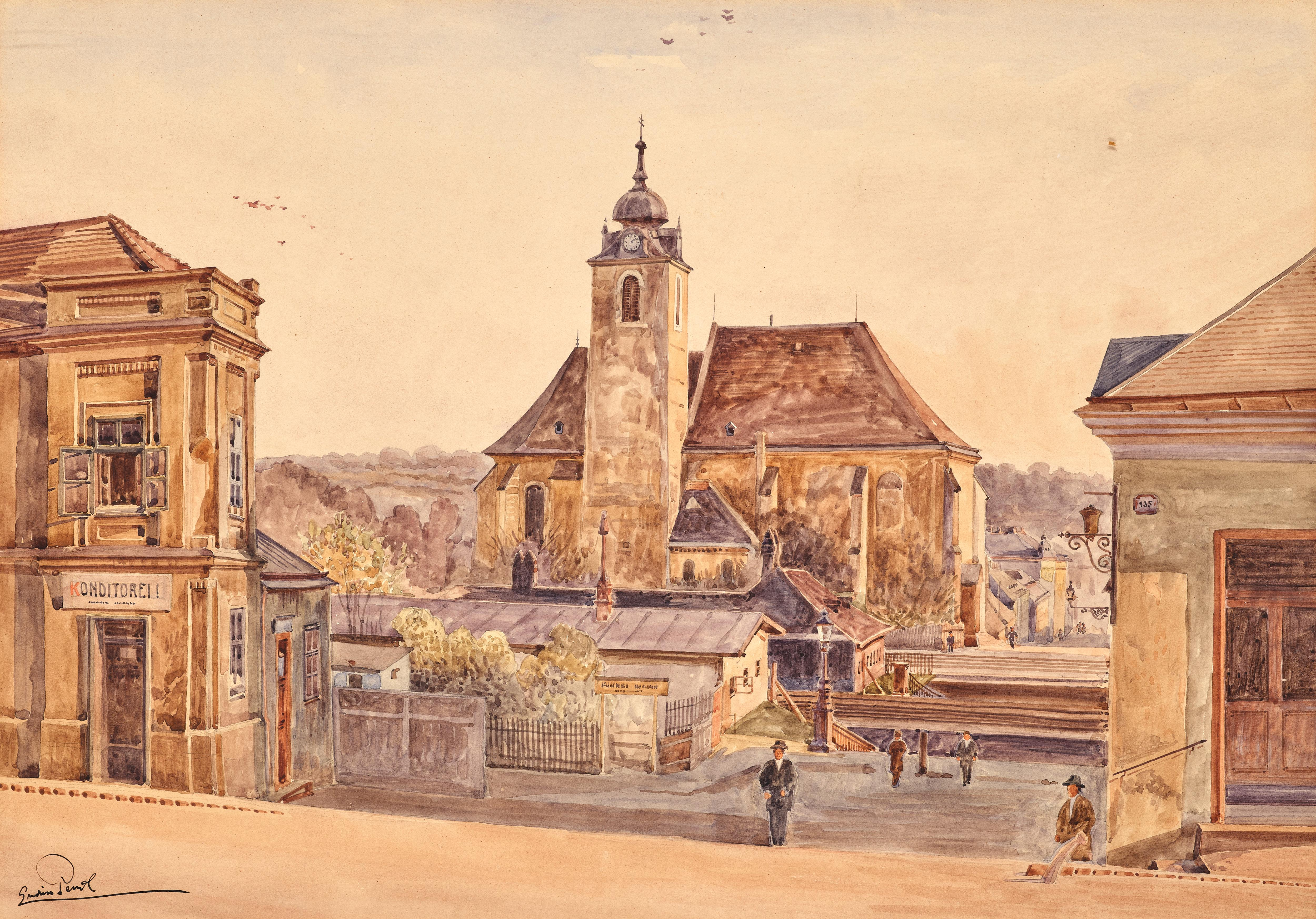
Erwin Pendl: Penzinger Pfarrkirche, 1926

Im Jahre 1267 übergab Rudeger von Rodaun, auch der Zoller (Hohenzoller) oder Rudiger de Zolre genannt, einen Grund mit Eichenbewuchs für die Errichtung einer Kapelle, worauf die Kapelle errichtet und im 14. Jahrhundert zu einer Kirche erweitert wurde. Bei den Wiener Türkenbelagerungen 1529 und 1683 wurde die Kirche schwer beschädigt. Nachdem die Kirche, durch die Franzosen 1805 (Dritter Koalitionskrieg) und 1809 (Fünfter Koalitionskrieg) verwüstet wurde, ließ der damalige Besitzer der Herrschaft Penzing, Franz Xaver Mayr, sie im Jahre 1812 renovieren.
Die Kirche war umgeben von einem Friedhof, der 1879 aufgelassen wurde. Am damaligen Siedlungsrand wurde schon 1856 ein geeignetes Grundstück erworben und der neue Friedhof am 9. Oktober 1859 eingeweiht. Der Friedhof liegt nun mitten im Matznerpark (Pfarrfriedhof Penzing, Einwanggasse 55). Vor der Kirche steht ein spätgotischer Tabernakelpfeiler aus dem 15. Jahrhundert, welcher im damaligen Friedhof eine Lichtsäule war.
Der seliggesprochene Prämonstratenserchorherr und Priester Jakob Franz Alexander Kern wurde am 19. April 1897 in der Kirche getauft.

### Baugeschichte
Im 13. Jahrhundert wurde eine Kapelle errichtet und im 14. Jahrhundert durch eine gotische Kirche überbaut. Im 15. Jahrhundert erfolgte eine Verbreiterung des Langhauses Richtung Süden. 1758 wurde durch Hofbaumeister Matthias Gerl über Veranlassung Maria Theresias die Kirche barock umgebaut. Unter anderem erweiterte er das Presbyterium nach Süden auf fast gleiche Breite wie das Langhaus, verlegte den Haupteingang von der Südseite auf die Westseite und gestaltete den Vorbau des ehemaligen Südeinganges zur Herz-Jesu-Kapelle um. Seit dem 18. Jahrhundert erfolgten kleinere Zubauten wie neue Sakristei westseitig des Turmes, Anbau der Beichtkapelle (jetziger Jakobusbrunnen) an der Südseite des Langhauses und Vergrößerung des Vorbaues am Westportal.
Der Turm wurde 1945 durch Brand zerstört und wiederaufgebaut, aber nun mit einem Steildach anstatt des zuvorigen Zwiebeldaches. Seine Höhe beträgt 38,33 Meter.

## Altäre

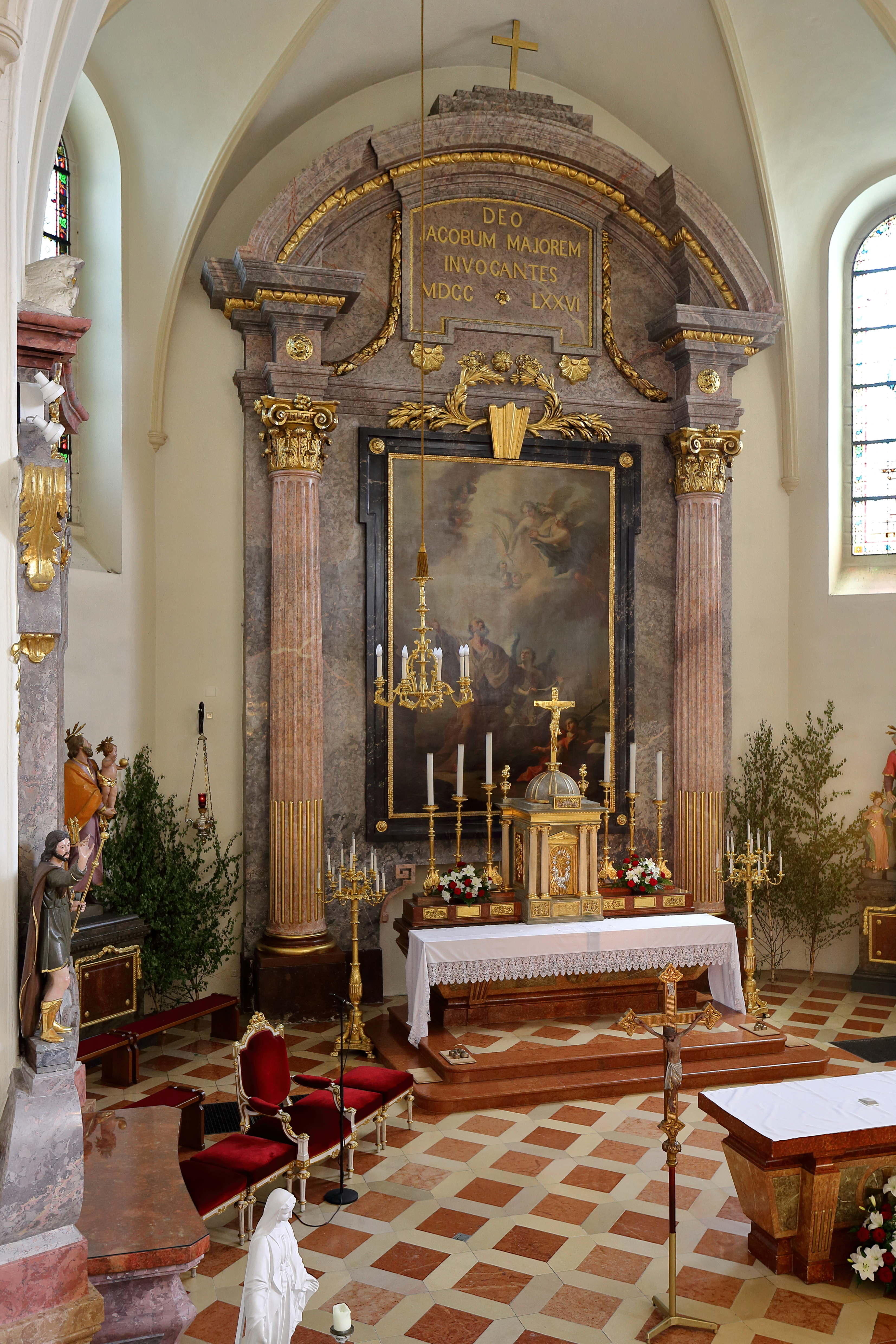
Hochaltar

Der Hochaltar aus dem Jahr 1776 ist eine Stiftung von Erzbischof Kardinal Graf Christoph Anton von Migazzi. Das Altarbild stammt aus der Schule des Barockmalers Franz Anton Maulbertsch und zeigt den hl. Jakob den Älteren. Beidseits des Altars steht jeweils eine etwa lebensgroße Figur; rechts den hl. Joachim mit der kleinen Maria an der Hand darstellend und links den hl. Josef mit dem Jesuskind im Arm.
Die Altarblätter der Seitenaltäre sind Werke des Malers Johann Nepomuk Höfel aus dem Jahr 1845, die Altäre selbst sind jedoch älter. Das Altarbild des linken Seitenaltares hat das Motiv Kreuzigung Christi und das des rechten hl. Dominikus, wie er von der Gottesmutter den Rosenkranz überreicht bekommt.

## Orgel

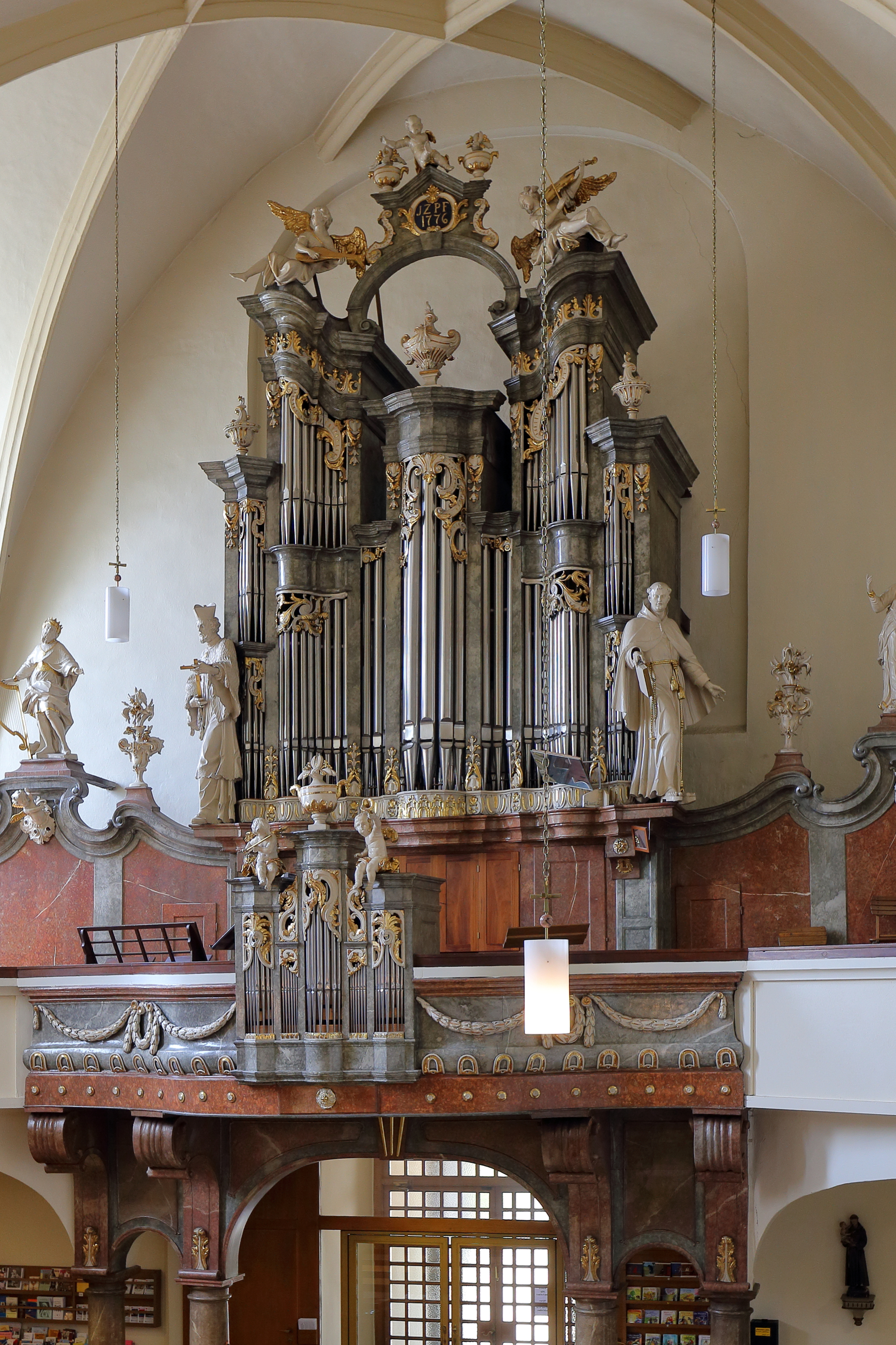
Orgel der Pfarrkirche

Die barocke Orgel wurde zwischen 1774 und 1776 aufgestellt. Im Jahr 1866 wurde diese von dem Orgelbaumeister Mathias (Matthäus) Mauracher aus Salzburg umgebaut. Im Zuge der großen Innenrenovierung 1980 erhielt die Orgel durch die Orgelbaufirma M. Walcker-Mayer aus Guntramsdorf im Jahr 1981 ein völlig neues Werk mit 1130 Pfeifen und 18 Register, verteilt auf zwei Manuale und Pedal. Von der ursprünglichen Orgel stammen noch der barocke Oberteil des Hauptgehäuses und die Vorderwand des Rückpositives. Das Gehäuse ist verziert mit Putten und den Statuen König David mit Harfe, dem hl. Nepomuk, dem Ordensgründer hl. Dominikus sowie der hl. Cäcillia. Auf dem bekrönten Bogen über dem Orgelgehäuse befindet sich die Buchstabengruppe „JZ PF 1776“, die sich mit „Josef Zandonatti Parochus Fecit“ (gemacht von Pfarrer Josef Zandonatti) auflösen lässt.

## Turmglocken
Das Geläute besteht aus vier Glocken, die einen Durchmesser von 130, 96, 85 und 67 cm haben. Bis auf die kleinste Glocke mussten bei beiden Weltkriegen die Glocken zwecks Einschmelzung abgehängt werden. Im Herbst 1953 wurden zwei neue Glocken aufgezogen und im Jahr 1959 eine weitere und mit 1.256 kg die größte, gegossen von der Glockengießerei Pfundner.

## Penzinger Lichtsäule
Die Penzinger Lichtsäule ist ein spätgotischer Tabernakelpfeiler aus dem 15. Jahrhundert oder Anfang des 16. Jahrhunderts. Sie besteht aus einem zweistufigen Sockel und einer oktogonalen Säule. Obenauf ein Lichthäuschen mit acht Pfeilern und unter diesem ein verzierter Erker mit einem Steinrelief, das die Kreuzigung Jesu Christi darstellt. In Sockelnähe und erkerseitig befindet sich eine Kaminöffnung. Ursprünglich stand sie als Totenleuchte beziehungsweise Friedhofsleuchte inmitten des die Kirche umgebenden Friedhofes. Nach Auflassung des Friedhofes wurde sie gegenüber dem Hauptportal der Kirche auf die andere Straßenseite versetzt.
Laut einer Sage soll sich darin 1683 ein Knabe vor türkischen Soldaten versteckt haben. Eigentümer der Säule ist die Stadt Wien, sie steht unter Denkmalschutz und ist im „Wien Kulturgut“ als sakrales Kleindenkmal gelistet.

## Gemeindeleben
Die Pfarre Penzing liegt im Vikariat Stadt der Erzdiözese Wien. Sie ist Teil des Entwicklungsraums Stadtdekanat 14 Ost. Die Pfarre umfasst ein Gebiet mit 16.000 Einwohnern, wovon etwa 40 Prozent Katholiken sind. 
Sie ist Heimat des KISI-Clubs und der Pfadfindergruppe 38.

## Bildergalerie

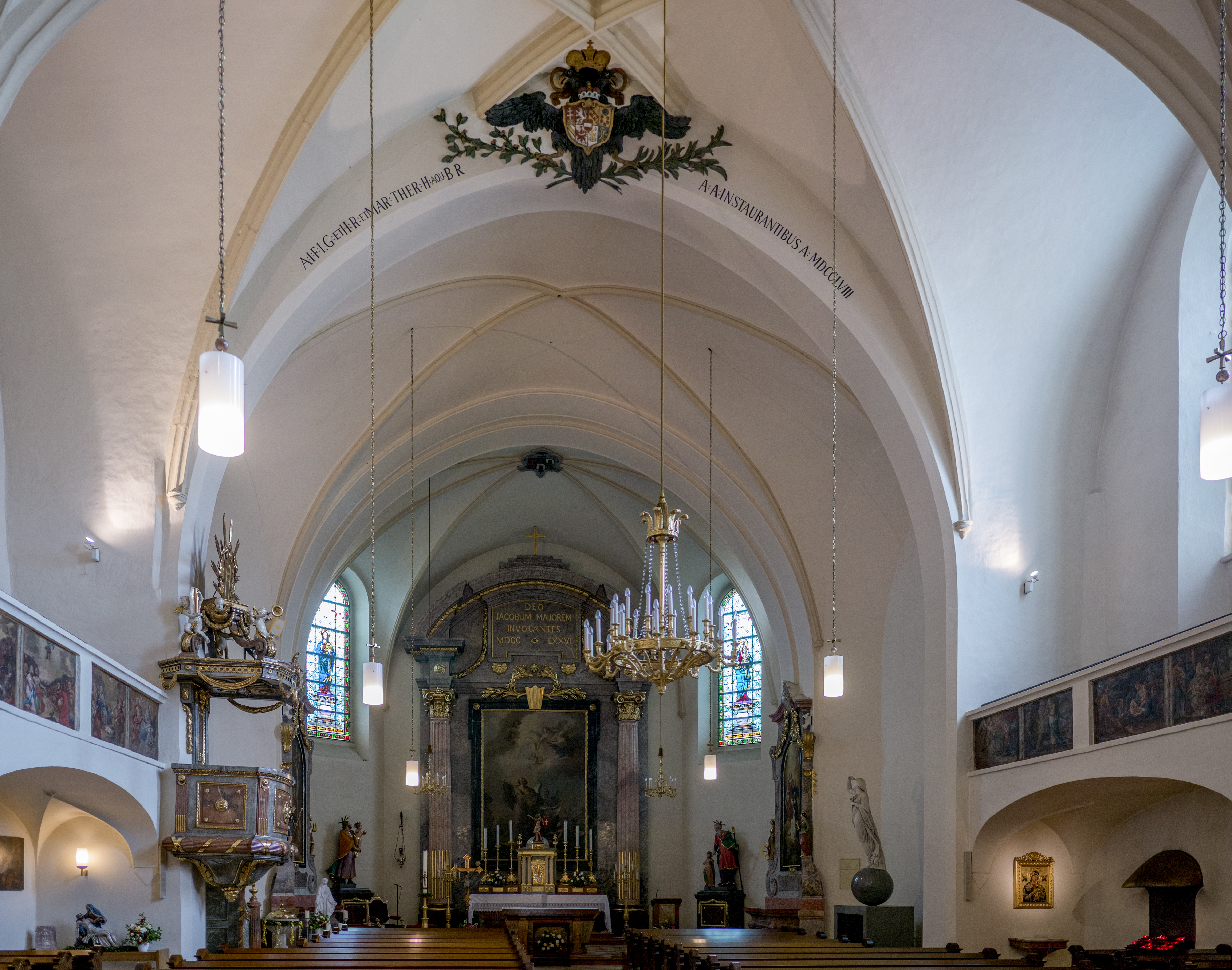
Kircheninneres
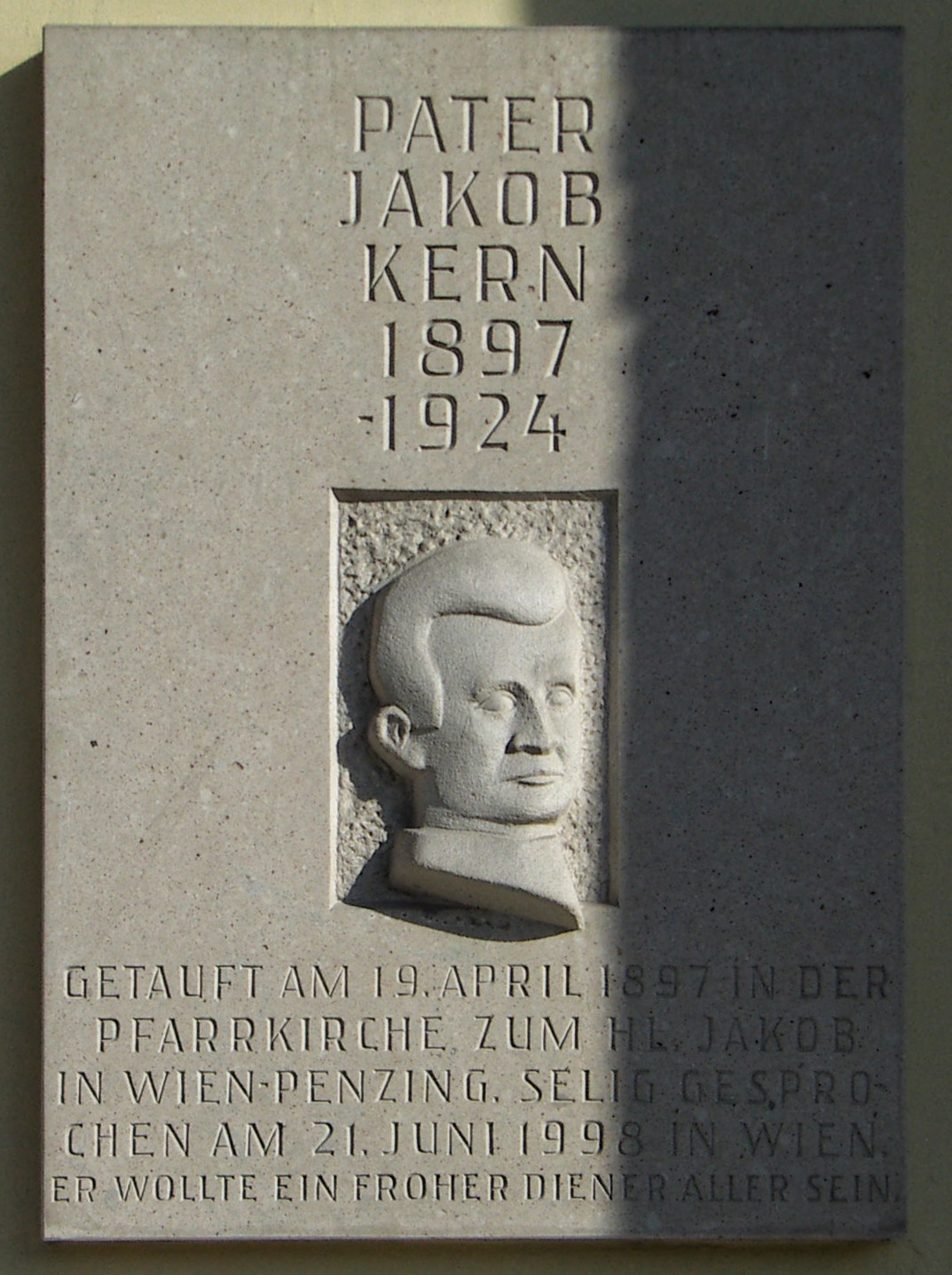
Gedenktafel für R.D. Jakob Kern OPraem
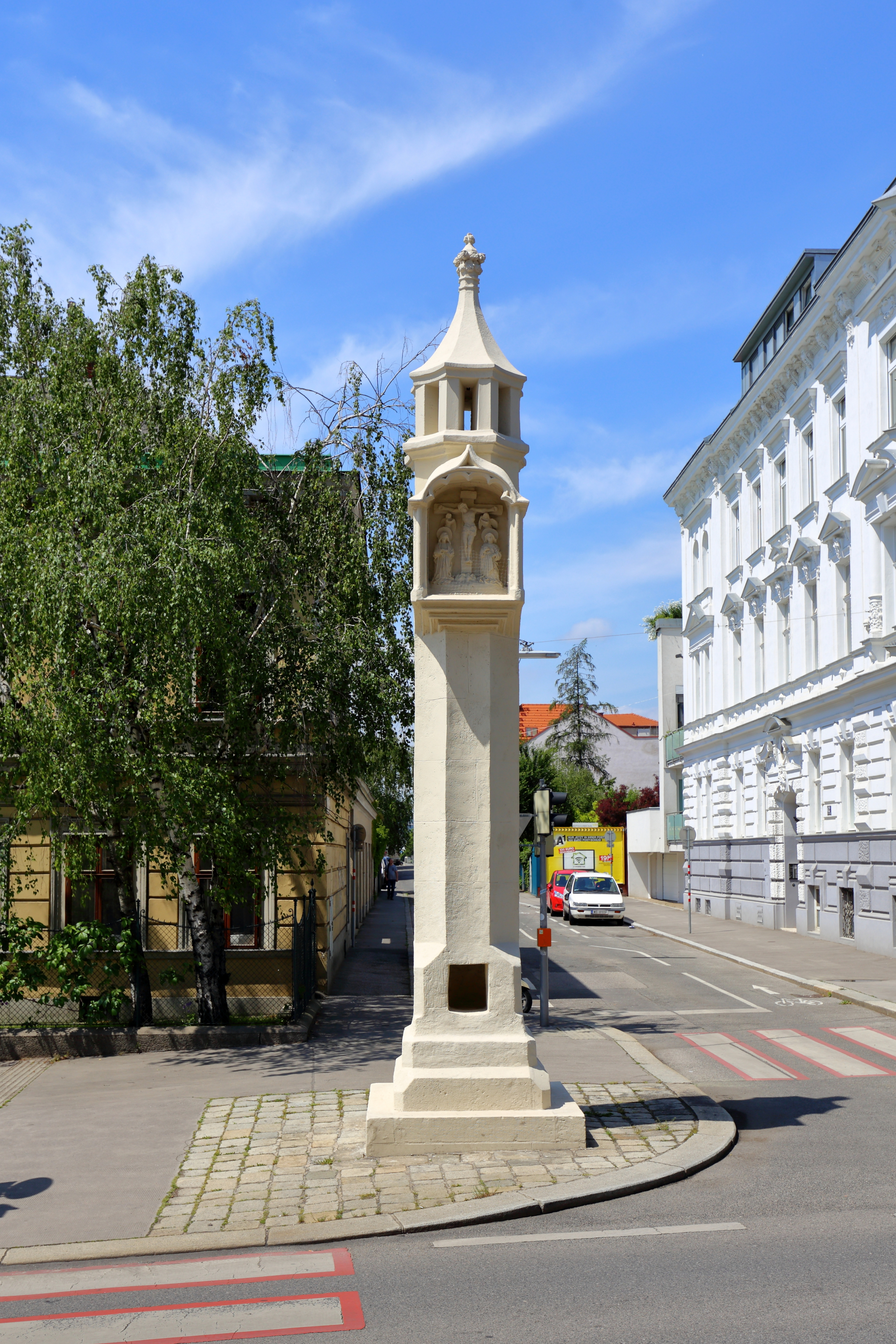
Penzinger Lichtsäule
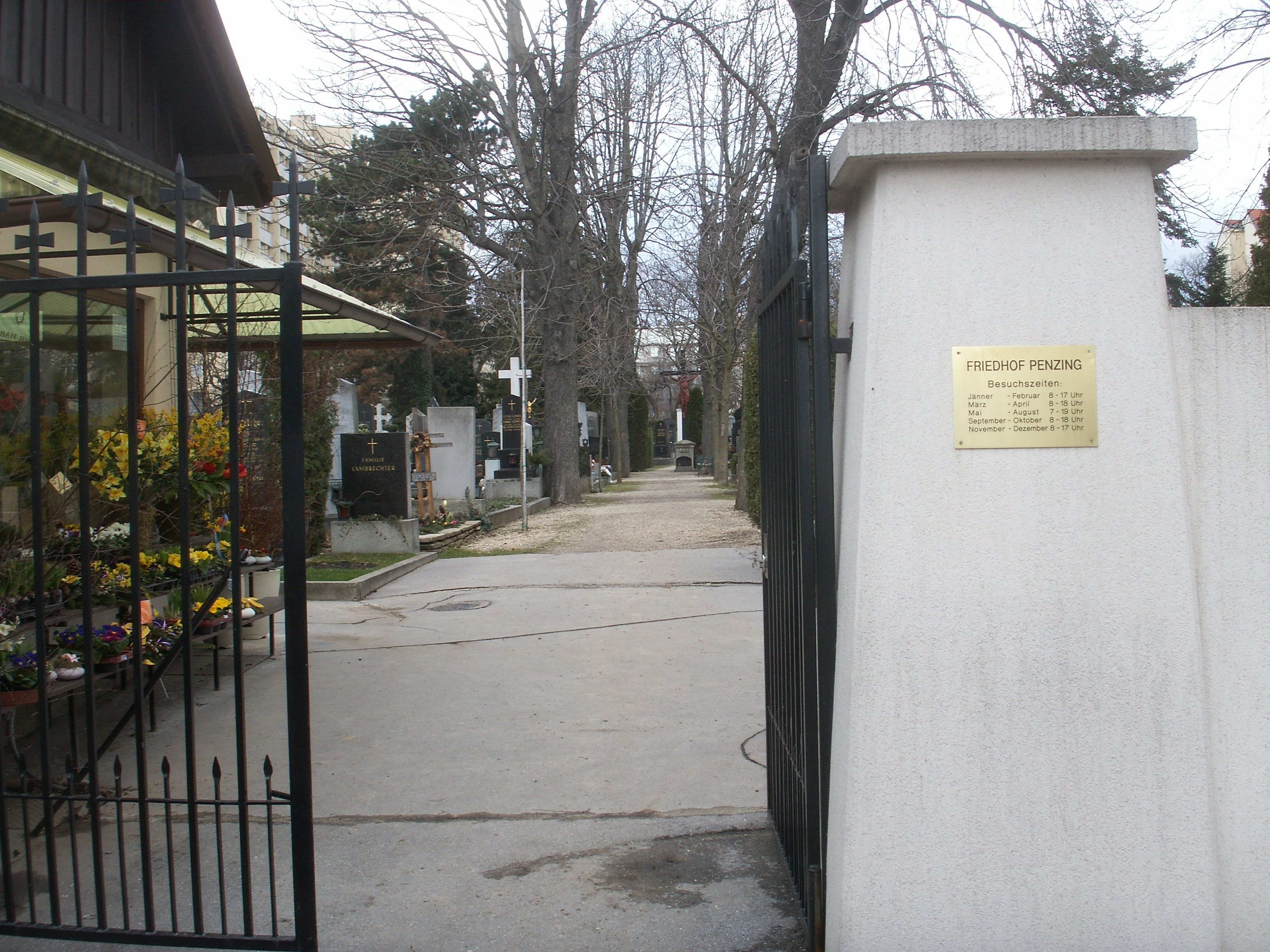
Pfarrfriedhof Penzing